# Synchaeta grimpei
Synchaeta grimpei är en hjuldjursart som beskrevs av Adolf Remane 1929. Synchaeta grimpei ingår i släktet Synchaeta och familjen Synchaetidae. Det är osäkert om arten förekommer i Sverige. Inga underarter finns listade i Catalogue of Life.